# Jaroslav Meier
Jaroslav Meier (7. prosince 1923 Hronov – 17. března 2001 tamtéž) byl slovenský a český varhaník a hudební skladatel.

## Život
Po dokončení nižšího gymnázia studoval na Německé hudební akademii v Praze (Deutsches Hochschulinstitut für Musik in Prag) hru na varhany u A. Nowakovského a J Langra a soukromě i skladbu u Fidela Finkeho. Po válce ve studiu pokračoval na bratislavské konzervatoři u J. Riglera. Byl úspěšný jako koncertní varhaník.
V Bratislavě již zůstal a v letech 1949–1956 působil jako referent pro vážnou hudbu v bratislavském rozhlase. V roce 1956 se stal spoluzakladatelem Čs. televize na Slovensku a šéfredaktorem Hlavní redakce hudebního vysílání. Slovenské televizi zůstal věrný až do odchodu do důchodu v roce 1987. Pro televizi pracoval i jako skladatel. Je autorem několika televizních oper a pohádkového baletu Děvčátko se zápalkami.
Přestože většinu svého života prožil na Slovensku, pravidelně se vracel do rodného Hronova za svou matkou. Po odchodu na odpočinek zůstal v Hronově natrvalo. Pořádal varhanní koncerty, psal do místního tisku a vydal i knihu kuchařských receptů inspirovaných hudbou: Recepty pana Rossiniho. Pro své město zkomponoval i fanfáry, kterými je každoročně zahajována přehlídka amatérského divadla Jiráskův Hronov.

## Dílo

### Jevištní díla
- Noc pred nesmrteľnosťou (opera, libreto autor podle Alexeje Nikolajeviče Arbuzova, 1975)
- Dreváky (opera, libreto autor podle Guy de Maupassanta, 1977)
- Čin-čin (opera, libreto Jela Krčméry-Vrteľová podle Ľ. Podjavorinské, 1980)
- Dievčatko so zápalkami (balet, 1963)
- Erindo (dramma giocoso per musica, instrumentace opery Johanna Sigismunda Kussera, libreto Jela Krčméry-Vrteľová)

### Orchestrální skladby
- Tance z môjho kraja (1976)
- Bratislavské slávnosti pre orchester (1982)
- Concerto da camera pre organ a sláčikový orchester (1980)
- Concertino per tromba principale, due oboi, due corni, timpani, piano et archi (1994)

### Komorní skladby
- Prelúdium a dvojitá fuga pre klavír (1956)
- Desať malých skladieb pre klavír (1968)
- Toccata et Fuga pre organ (1956)
- Fantasia Concertante per organo (1978)
- Tri impromptu pre husle a klavír (1980)
- Malá baroková serenáda (1965)

Kromě toho zkomponoval řadu písní, písňových cyklů a instruktivních skladeb pro děti.